# 이단맥
이단맥(Bigeminy)은 부정맥의 일종으로, 흔히 심실조기수축과 정상 심박동이 교대로 이어지는 상황을 의미한다.

## 같이 보기
- 부정맥
- 심실조기수축